# Buis (voorwerp)

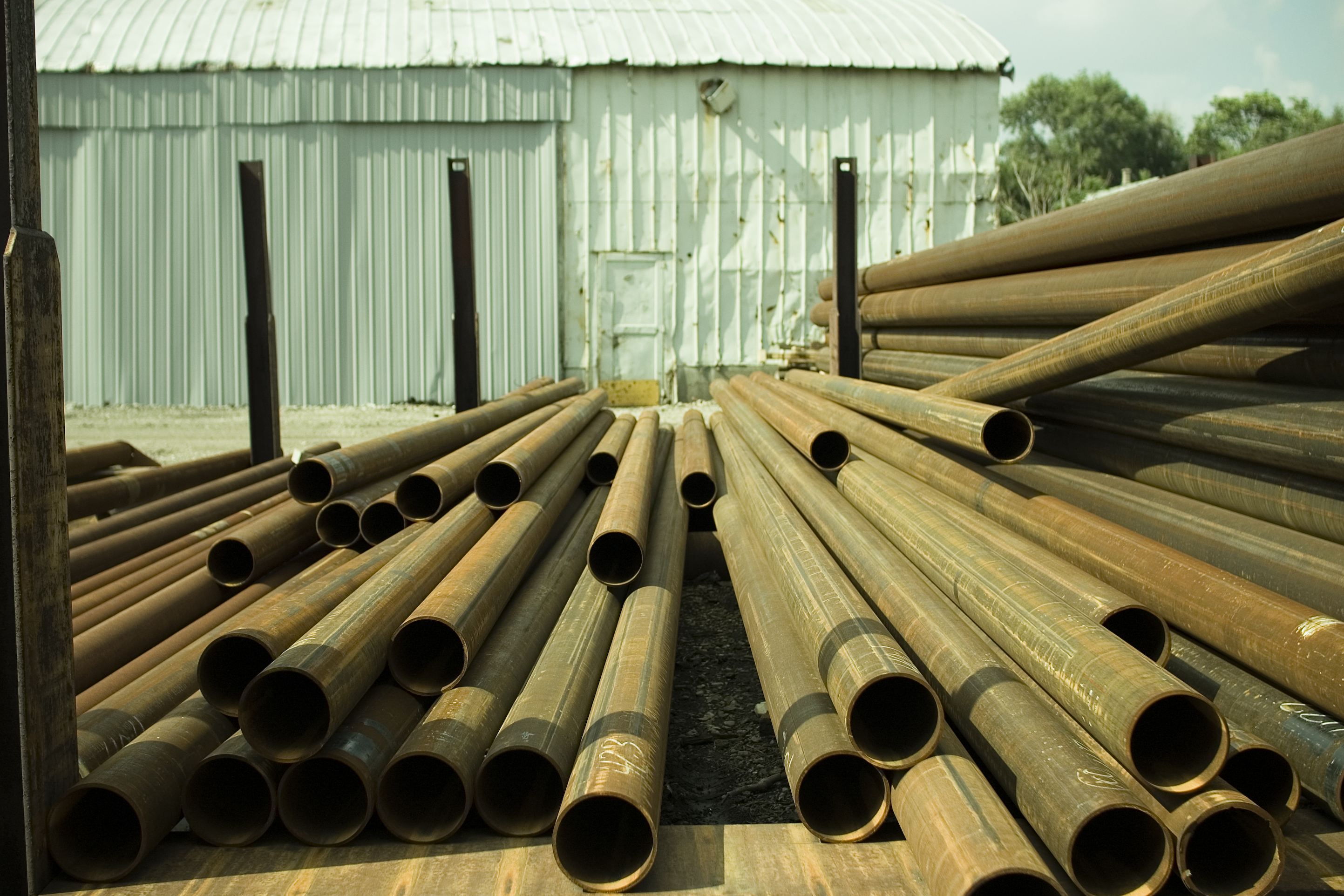
Metalen buizen

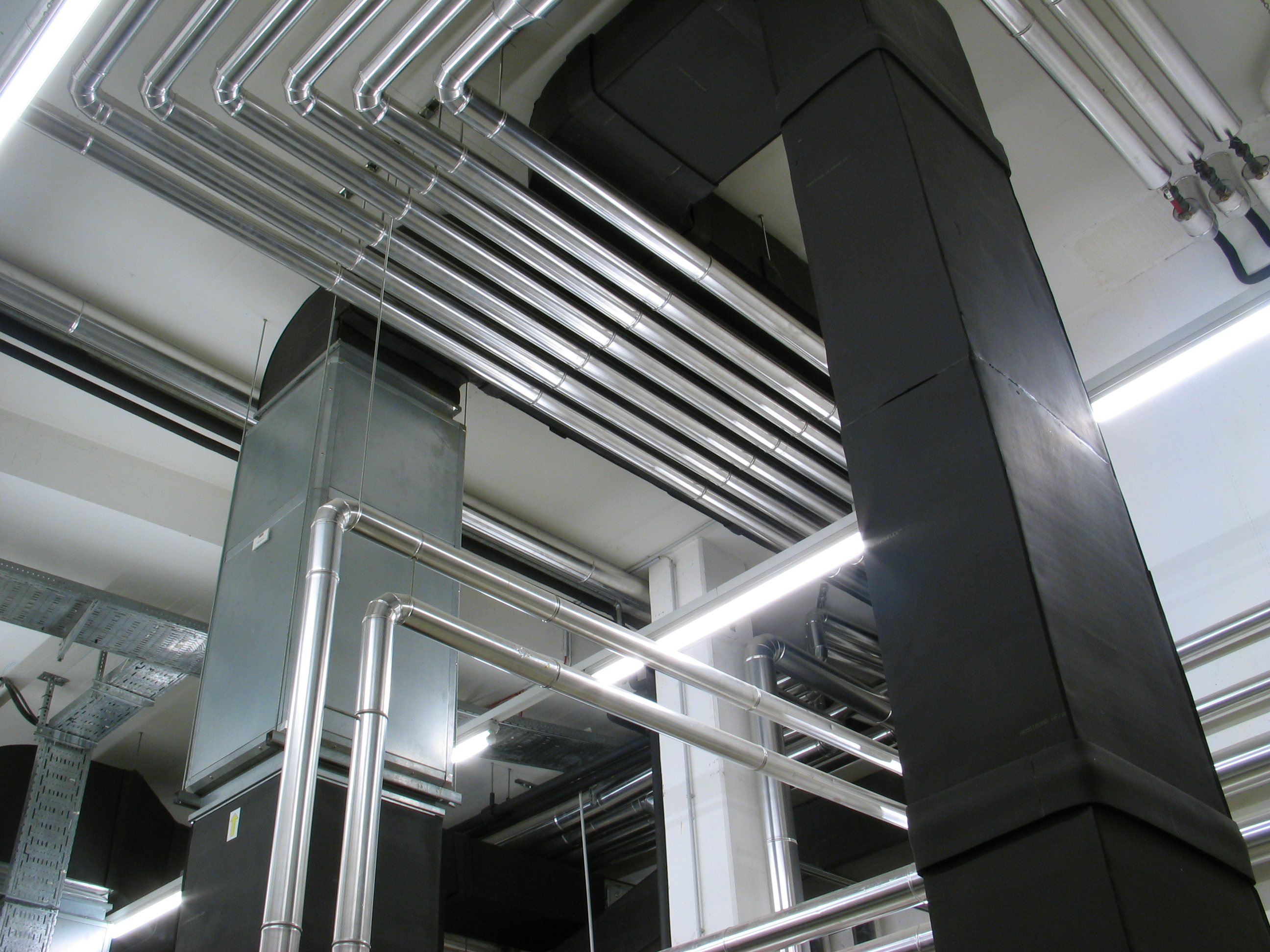
Buizen

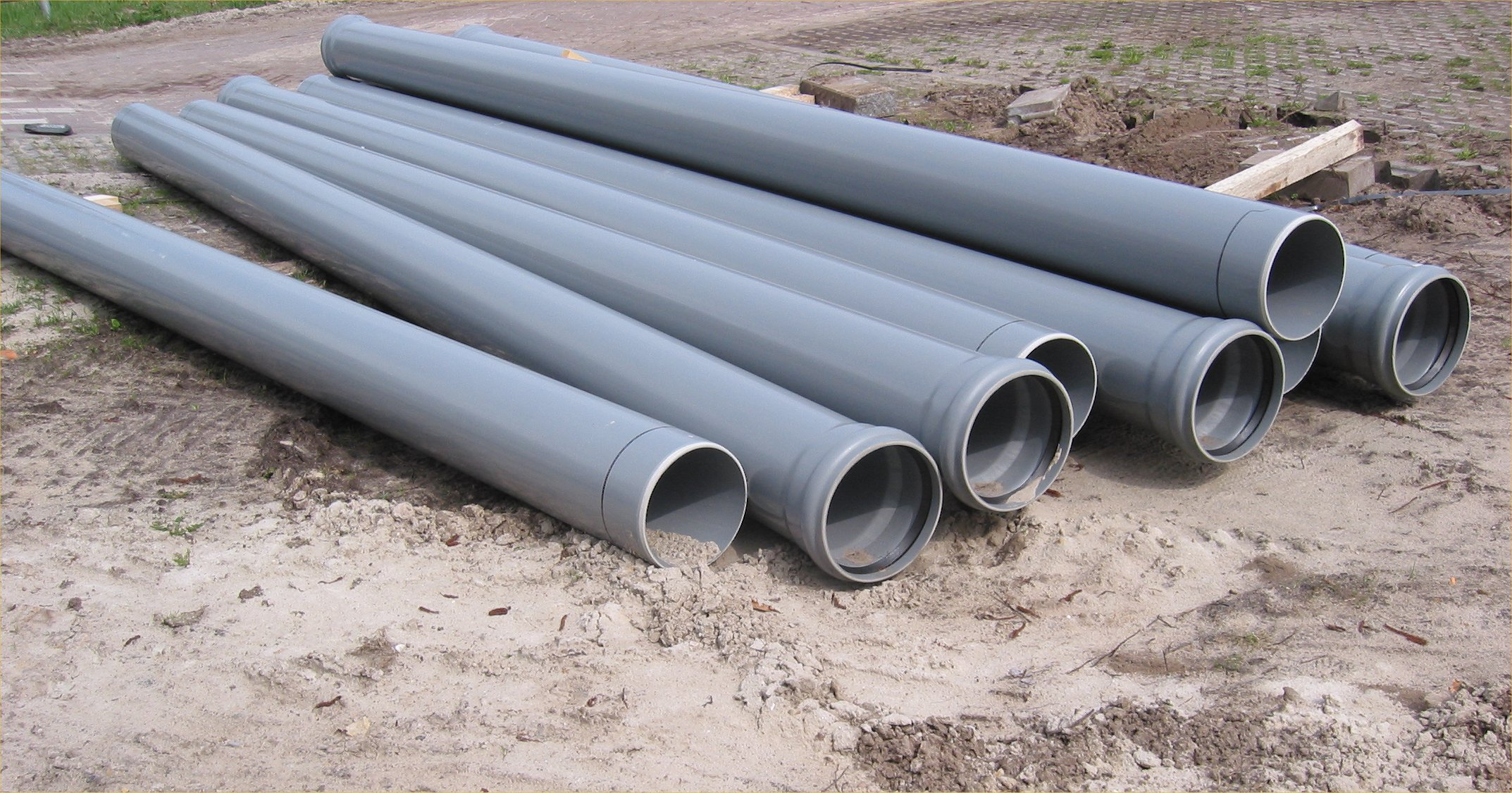
Pvc-rioolbuizen

Een buis of pijp is een hol, cilindrisch voorwerp, bestemd als constructie-element of om er vloeistoffen of gassen door te leiden. Ook het geleiden van geluiden (spreekbuis), licht en vaste stoffen is mogelijk. Tevens worden buizen gebruikt in een buizenpostsysteem. Ook kunnen buizen ingezet worden ter bescherming van bijvoorbeeld elektriciteitsdraden, we spreken dan van een mantelbuis of mantelpijp.
Indien een buis flexibel is en blijft spreekt men meestal van een "slang". Bijvoorbeeld: tuinslang, vulslang. Deze zijn meestal gemaakt van kunststof of rubber. Toch bestaat er ook 'flexibel buis', bijvoorbeeld flexibel pvc-pijp ten behoeve van elektriciteitsleidingen.

## Constructie
Buizen kunnen veel krachten in de lengte weerstaan, en zijn daardoor zeer geschikt om constructies mee te maken. Metalen buizen (van ijzer, staal, aluminium) worden vaak verbonden door middel van lassen, maar ze kunnen ook verbonden worden door speciale verbindingsstukken (mof, lug, nippel), die middels schroefdraad, bouten, solderen, lijmen, klemmen of dergelijke bevestigd kunnen worden.
Buizen worden van vele materiaalsoorten gemaakt, zoals:
- beton
- keramiek (bijvoorbeeld gres)
- glas
- kunststof (pvc, HDPE, ABS)
- lood
- staal
- RVS
- aluminium
- koper
- messing

## Leidingwerk
Buizen worden gebruikt om buisleidingen aan te leggen voor het transport van gassen en vloeistoffen naar bepaalde punten. Tegenwoordig eindigen er in onze woningen en andere gebouwen ten minste twee buisleidingen als onderdeel van een buizennet, zoals onze waterleiding en gasleiding. Maar de woning kan ook beschouwd worden als het beginpunt van een stelsel: de riolering. Huishoudelijk afvalwater en het opgevangen hemelwater worden via dit stelsel afgevoerd.
In ziekenhuizen, grote kantoren, banken en dergelijke is vaak ook nog een buizenstelsel voor intern transport van post en aanverwante zaken. Het transport vindt plaats middels luchtdruk (perslucht).
Koperen buizen die gebruikt worden voor bijvoorbeeld water, gas of perslucht kunnen door onderlinge verbinding door middel van hulpstukken zoals bochten, knietjes, mofjes, T-stukken e.d. tot een installatie worden gemaakt. Deze zogenaamde messing soldeerfittingen zijn capillair, zodat het soldeertin na verwarmen goed rondom in de fitting wordt "opgezogen". Voor deze buizen zijn ook zogenaamde knelfittingen te verkrijgen. Hierbij is geen warmte nodig, slechts een passende sleutel.

## Buizen in de natuur
Ook in de natuur is de buis een veelgebruikt element, zowel als constructie-element als voor transport. Voorbeelden zijn bloedvaten, pijpbeenderen, de luchtpijp, de buis van Eustachius, tracheën bij insecten, nerven, bamboe, maar ook microscopisch kleine buizen zoals microtubuli.